# جو كانون (لاعب كرة قاعدة)
جو كانون (بالإنجليزية: Joe Cannon)‏ هو لاعب كرة قاعدة أمريكي، ولد في 13 يونيو 1953.

## وصلات خارجية
- جو كانون على موقعبيزبول رفرنس.كوم (الدوري الرئيسي) (الإنجليزية)
- جو كانون على موقعبيزبول رفرنس.كوم (الدوري الثانوي) (الإنجليزية)
- جو كانون على موقع مشجعي الرسوم البيانية (الإنجليزية)